# Charles Hornbostel
Charles Hornbostel (Charles Christian „Chuck“ Hornbostel; * 26. September 1911 in Evansville, Indiana; † 13. Januar 1989 in New London, New Hampshire) war ein US-amerikanischer Mittelstreckenläufer, dessen Spezialstrecke die 800-Meter-Distanz war. 
Bei den Olympischen Spielen wurde er 1932 in Los Angeles Sechster und 1936 in Berlin Fünfter.
Für die Indiana University startend wurde er von 1932 bis 1934 NCAA-Meister über 800 m bzw. 880 Yards. 1934 und 1936 wurde er US-Hallenmeister über 1000 m.
Am 15. August 1936 gehörte er zwei US-Stafetten an, die in einem Länderkampf gegen das Vereinigte Königreich zunächst einen Weltrekord in der 4-mal-880-Yards-Staffel und dann in der 4-mal-1-Meile-Staffel aufstellten.